# Municipium
A municipium eredetileg a Római Birodalom által meghódított területeken levő olyan várost jelentett, amelynek polgárai teljes római polgárjoggal és önkormányzattal rendelkeztek. A coloniától az különböztette meg, hogy lakói bennszülöttek (őslakosok) és nem római telepesek voltak. Eleinte ez számított a rangosabb településnek, a császárkor elején a presztízs megfordult. Ekkor már rangosabbnak számított eredendően római településnek lenni. Önkormányzati rendszere alapvetően ugyanaz volt, mint a coloniáé.

## A szó eredete
A municipium szó a munus + capere szóösszetételből ered, kötelességteljesítést jelent Rómával szemben, amivel a közterhek viselésében osztoztak Rómával.